# Route nationale 14 (Estonie)
Pour les articles homonymes, voir Route nationale 14.
La route nationale 14 (Tugimaantee 14) est une route nationale estonienne reliant Kose à Purila. Elle mesure 39,1 km.

## Tracé
- Comté de Harju
  - Kose
  - Vardja
  - Ojasoo
  - Habaja
- Comté de Rapla
  - Kuimetsa (en)
  - Juuru
  - Purila